# 艾尔拉维尔
艾尔拉维尔（法語：Aire-la-Ville）是瑞士日内瓦州的一个镇，位于日内瓦市区以西，罗纳河左岸。
历史上，艾尔拉维尔曾被法国和萨伏依公国统治。1816年由萨伏依割让给日内瓦共和国，成为瑞士联邦的一部分。

## 外部連結
- （法文）艾尔拉维尔 （页面存档备份，存于）